# Adolf Meyer (skolman)
Adolf Meyer, född den 15 november 1860 i Stockholm, död den 11 juni 1925 på Pettersberg vid Vaxholm, var en svensk skolman, bror till Ernst Meyer.
Meyer blev student vid Uppsala universitet 1879, filosofie doktor där 1888, adjunkt vid Högre realläroverket å Norrmalm 1896 och lektor i matematik och fysik vid Högre realläroverket å Östermalm 1904. 
Meyer framträdde som läroboksförfattare, pedagogisk skriftställare och föredragshållare. Han var en av grundläggarna av tidskriften Elementa, "Elementär tidskrift för matematik, fysik och kemi" (1917) och inlade stor förtjänst som dess huvudredaktör.